# Coeliccia rossi
Coeliccia rossi – gatunek ważki z rodziny pióronogowatych (Platycnemididae).